# Майборода Анатолій Васильович
Анато́лій Васи́льович Ма́йборода (* 1922, Суми — † 23 червня 1993, похований у Харкові) — український мовознавець та педагог.

## Життєпис
Народився в родині службовця. В березні 1943 року добровольцем йде на фронт. Брав участь у визволенні України, Румунії, Польщі, Чехословаччини.
1951 року закінчує філологічний факультет Харківського університету. Поєднував навчання з працею вчителя та директора школи робітничої молоді.
1952 — викладач кафедри української мови Харківського педагогічного інституту.
1957 року захистив кандидатську дисертацію.
З вересня 1964 року завідує кафедрою Ніжинського педагогічного інституту.
Читав курси: історичної граматики, порівняльної граматики, старослов'янської мови, української і російської мов.
Був провідним в Україні вченим у галузі старослов'янської мови, написав підручник «Старослов'янська мова».
Брав участь у написанні праці «Сучасна українська літературна мова. Морфологія».
Написав:
- підручник «Порівняльна граматика української і російської мов»,
- підготував і видав збірники вправ зі старослов'янської мови та історичної граматики української мови.
- відредагував та впорядкував для видання «Словник мови творів Л. І. Глібова».
- 1978 року вийшла спільна праця — з М. Я. Брициним та М. Жовтобрюхом «Порівняльна граматика української і російської мов»